# Куйгорож
Ку́йгорож (мокш. Куйгорож, чув. Куйкӑрӑш, Хуйхӑрӑш, Куйкӑруш) — фантастическое существо в образе петуха в чувашской и мокшанской мифологиях, приносящее в дом сокровища.

## Этимология
Слово происходит от искаженного греческого Кoκκορας (Кокарас) переводится как "Петух", так же есть версия что оно состоит из двух слов Куй и Караш, чув.Карăш и мокш.Горож с тюркиских языков так же означает "Петух" - казах.Қораз (qoraz), тат.Хораз, азер.Хoruz, туркм.Horaz, узб.Хo'roz, кирг.Короз, тур.Horoz, тадж. Хурус, перс. خروس (khros), этимология выявлена чувашскими лингвистами группы UXM. В старочувашском языке Кăрăш - означал Петух.

## Описание
По поверьям, если петух проживёт шесть лет, то на седьмом году он сносит яйцо. Если положить это яйцо подмышку, можно выносить куйгорожа. Неизвестно, человеческий или животный облик имеет куйгорож, может ли он говорить; по некоторым преданиям, он может превращаться в «летящий огонь». Куйгорож постоянно просит работы у хозяина и всё, что поручают ему, исполняет. Приносит в дом сокровища, деньги. Нужно постоянно занимать его делом, так как без него он не может оставаться ни минуты и не даёт хозяину покоя. Получив всё желаемое и устав придумывать куйгорожу занятия, хозяева хотят избавиться от него и дают ему невыполнимое задание: приказывают сделать чёрные онучи белыми. Этого куйгорож не в состоянии выполнить и от стыда покидает своего хозяина, ищет другого. При этом с собой он уносит все имущество и деньги, которые наносил.
Сходными чертами обладает персонаж венгерской мифологии — лидерц (венг. Lidérc), одна из форм которого — волшебный цыплёнок, вылупившийся из яйца, находившегося под мышкой у человека в течение 24 дней (другие — ночной кошмар, блуждающий огонёк на болотах, земляной дьявол или инкуб/суккуб). У казанских татар тоже имеется подобное фантастическое существо, приносящее в дом сокровища — бичура; татарстанские чуваши называют его «пӗҫури». По поручению своего хозяина он исполняет всевозможные задания, но не в состоянии плести верёвку из песка и принести в сите воды.

## Куйгорож в анимации
На студии «Пилот» по рисункам художника-этнофутуриста Юрия Дырина из Мордовии в 2007 году был создан анимационный фильм «„Что делать?“ или Куйгорож». Режиссёр и сценарист — Сергей Меринов. В фильме звучит старинная мокшанская песня, исполненная фольклорной группой «Торама». Фильм получил премию студии «Мосфильм» за лучший анимационный фильм 2007 года и принял участие в Берлинском фестивале анимационных фильмов.